# Xieng Khuan

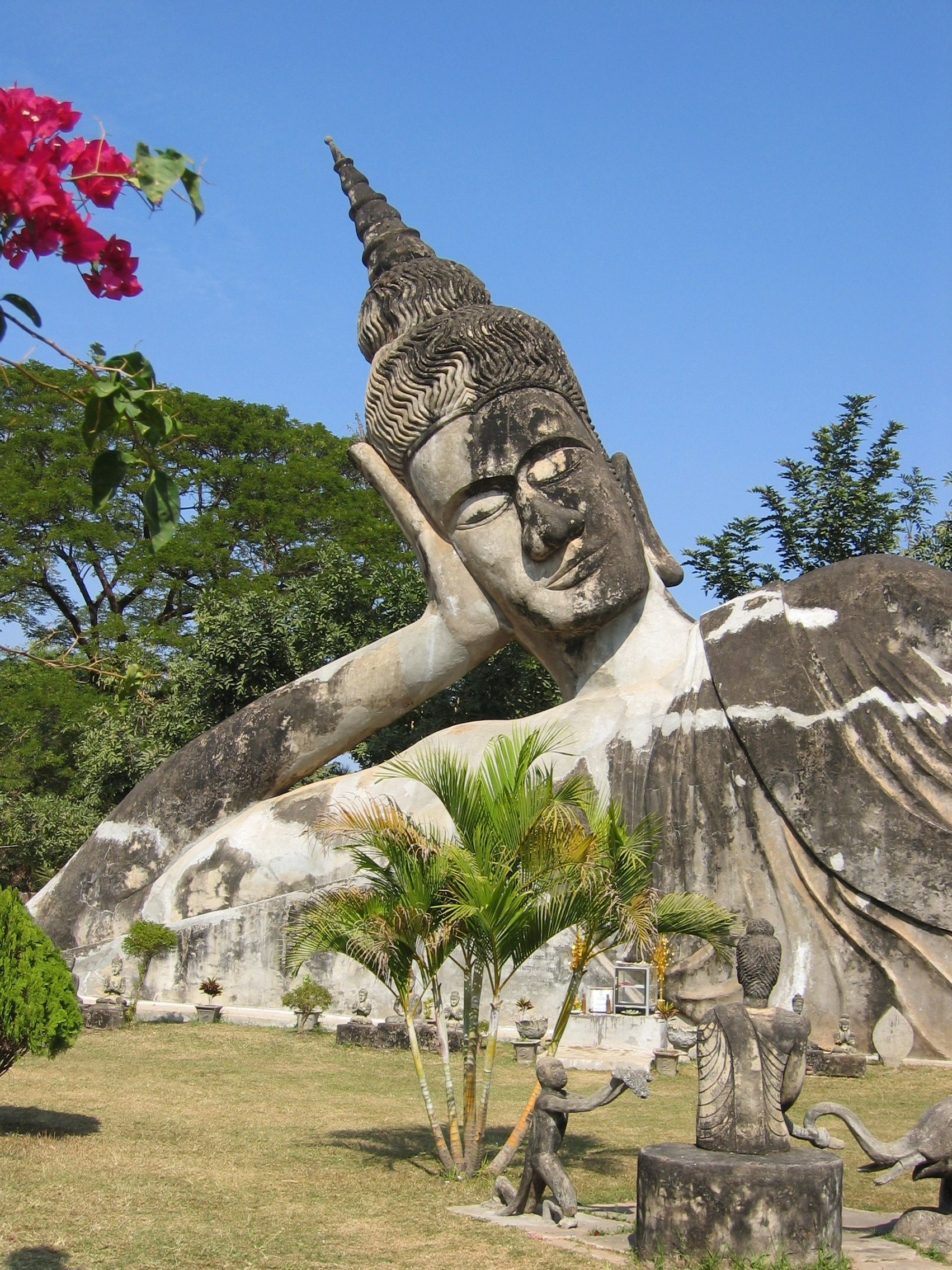
Vườn Phật Xiêng Khuôn

Xieng Khuan hay còn gọi là Vườn tượng Phật (Buddha Park) là một khu vườn tượng (công viên điêu khắc) cách thủ đô Viêng Chăn của Lào khoảng 25 km về phía đông nam, tọa lạc trên một đồng cỏ bên dòng sông Mê Kông. Mặc dù không phải là một ngôi chùa (wat) nhưng nó vẫn có thể được gọi là Wat Xieng Khuan (tiếng Lào: ວັດຊຽງຄວນ hay  วัดเซียงควน) vì nơi đây trưng bày nhiều hình tượng tôn giáo. Vườn Phật được xây dựng năm 1957 bằng xi măng với hàng trăm bức tượng Phật và những bước tượng các vị thần đủ hình dáng, tư thế, gương mặt. Tên gọi Xieng Khuan có nghĩa là "Phố thiêng". Công viên tượng này có hơn 200 bức tượng theo phong cách Hindu và tượng Phật giáo. Chính phủ xã hội chủ nghĩa của Đảng Nhân dân Cách mạng Lào điều hành Công viên Phật giáo như một điểm thu hút khách du lịch và công viên công cộng. 

## Lịch sử
Xiêng Khuôn được xây dựng từ năm 1958 bên bờ sông Mekong với điểm độc đáo có hàng trăm bức tượng giao thoa giữa Phật giáo và Hindu giáo, phản ánh tín ngưỡng trong văn hóa đời sống ở Lào. Vườn không có chánh điện, mà tập hợp hơn 200 bức tượng chủ đề Phật giáo và Hindu giáo. Các bức tượng trong công viên có khích thước đa dạng, nhiều tác phẩm đồ sộ. Hơn 200 bức được làm từ bêtông, phần lớn đã phai màu sau hơn 60 năm xây dựng. Những bức tượng này mang ý nghĩa to lớn và giá trị nhân văn sâu sắc hướng về Phật giáo và có phong cách hoàn toàn đặc biệt được chạm trổ rất tỉ mỉ, cầu kỳ với các hình dáng khác nhau thể hiện sự độc đáo trong văn hóa đất nước Lào. Công viên Phật được xây dựng vào năm 1958 dưới sự chỉ đạo của đạo sĩ Bounleua Sulilat, ông này là một tu sĩ nổi danh nghiên cứu cả Phật giáo và Hindu giáo điều này giải thích tại sao nơi này không chỉ có tượng Phật mà còn có tượng các vị thần Hindu và ma quỷ. Đạo sĩ này mong muốn tạo nên một vũ trụ bằng tượng, nơi du khách có thể chiêm nghiệm về sinh, lão, bệnh, tử, luân hồi, nghiệp báo và sự giác ngộ không qua sách vở giáo điều, mà bằng trực giác, trải nghiệm. 

## Nghệ thuật

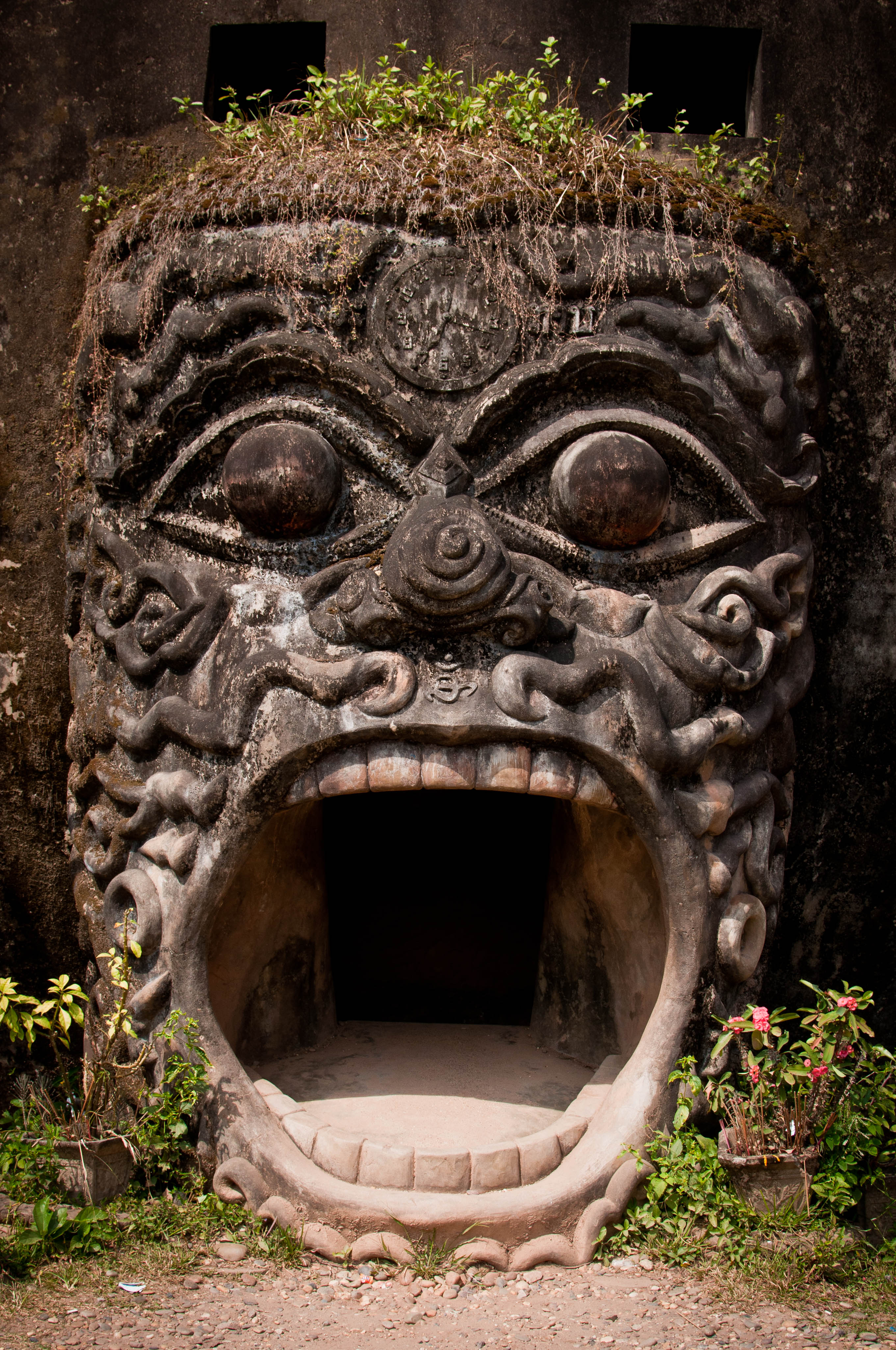
Một tác phẩm điêu khắc tại Vườn Phật

Công viên rộng 8 ha này với những bức tượng tại Xiêng Khuôn là sự kết hợp của nghệ thuật dân gian với siêu hình học, từ những vị thần nhiều tay của Hindu giáo, các hình nhân nửa người nửa thú, đến các bức tượng Phật thiền định hay nhập niết bàn. Nằm ở trung tâm là bức tượng Phật nằm dài 40 m, tác phẩm lớn nhất công viên, bức tượng này tái hiện khoảnh khắc Đức Phật nằm nghiêng bên phải, đầu tựa lên tay phải, biểu trưng cho giây phút rời bỏ cõi tạm để bước vào niết bàn, chấm dứt vòng luân hồi sinh tử. Xung quanh tượng Phật là cây xanh tươi tốt là khiến cho cả khu vườn trở nên mát mẻ, trong lành. Trong không gian yên tĩnh, rộng rãi và thoáng mát, những bức tượng với những hình dáng khác nhau như đang truyền đạt cho du khách về những câu chuyện về con người, văn hóa nước Lào. 
Dù được tạo ra từ vật liệu thông thường như xi măng và bê tông cốt thép, nhưng mỗi tác phẩm tại vườn tượng được chế tác tỉ mỉ, độc đáo từ các hình dạng như vị thần, con người, động vật đến ma quỷ. Sự sắp xếp và bài trí tượng kết hợp với câu chuyện của Đức Phật và truyền thuyết tôn giáo khác nhau tạo nên một trải nghiệm huyền bí và mê hoặc. Một công trình nổi tiếng khác trong khuôn viên cho du khách tham quan là tòa nhà hình cầu giống như một quả bí ngô lớn, có ba tầng bên trong, tương ứng với "địa ngục", "trần gian" và "thiên đường". Bước vào cửa, du khách sẽ trực tiếp bước vào "trần gian" ở tầng hai. Các bức tượng của "trần gian" tương đối yên bình, hầu hết đều phản ánh các hoạt động khác nhau như ca hát, nhảy múa, lao động. Có một hành lang bên dưới dẫn xuống dưới là tầng "địa ngục" tăm tối mà những bức tượng bài trí ở đây có dáng vẻ đáng sợ hơn nhiều, bày ra những cảnh tượng như tra tấn, trừng phạt.

## Hình ảnh

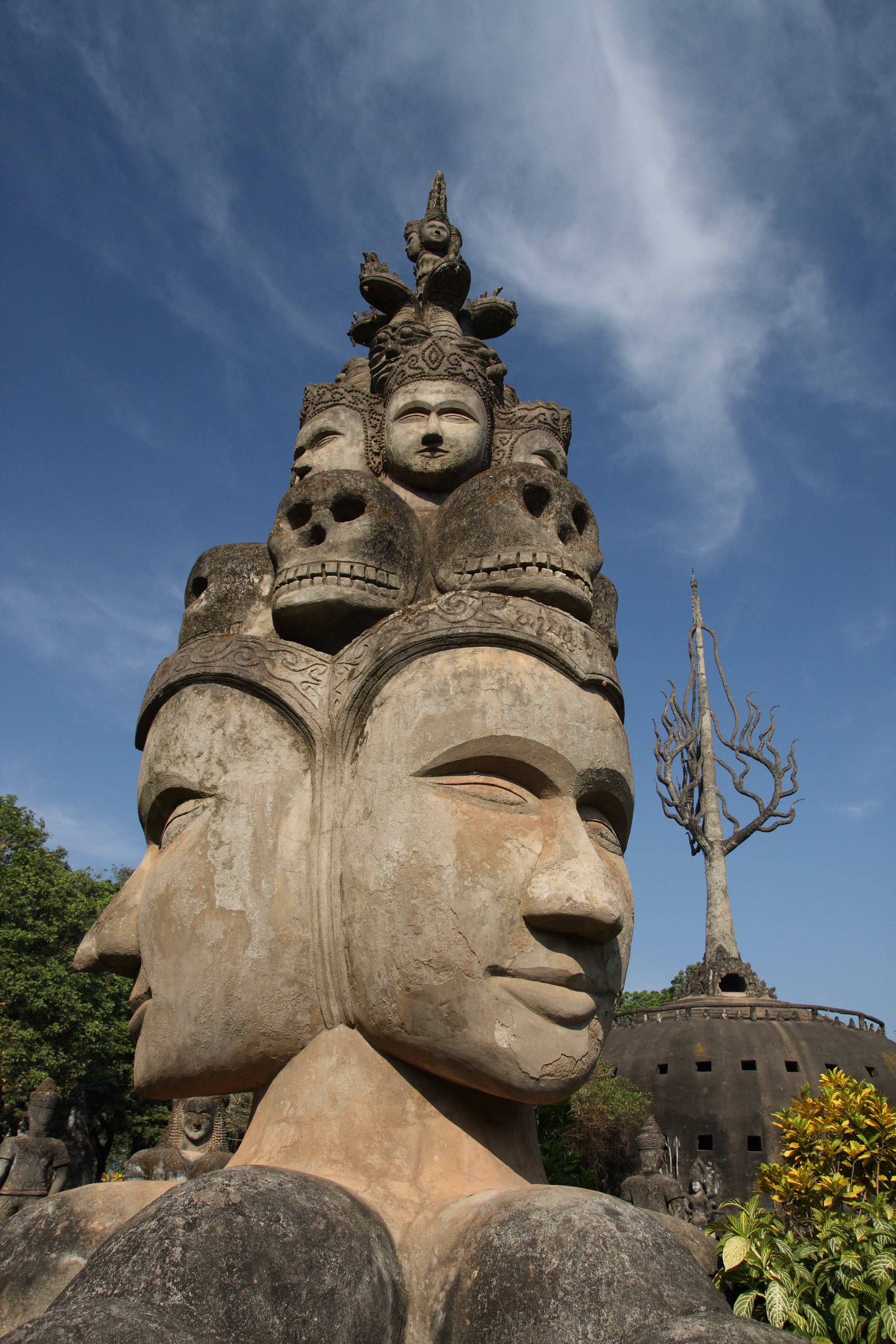
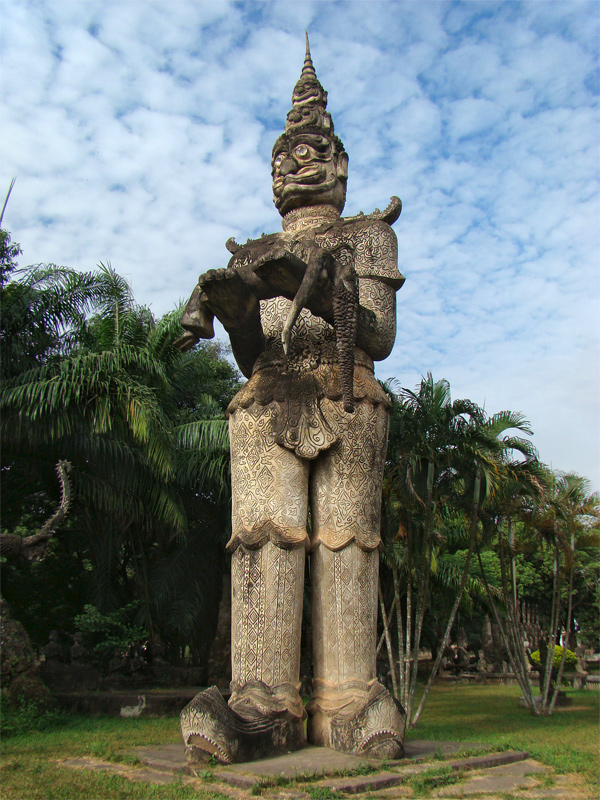
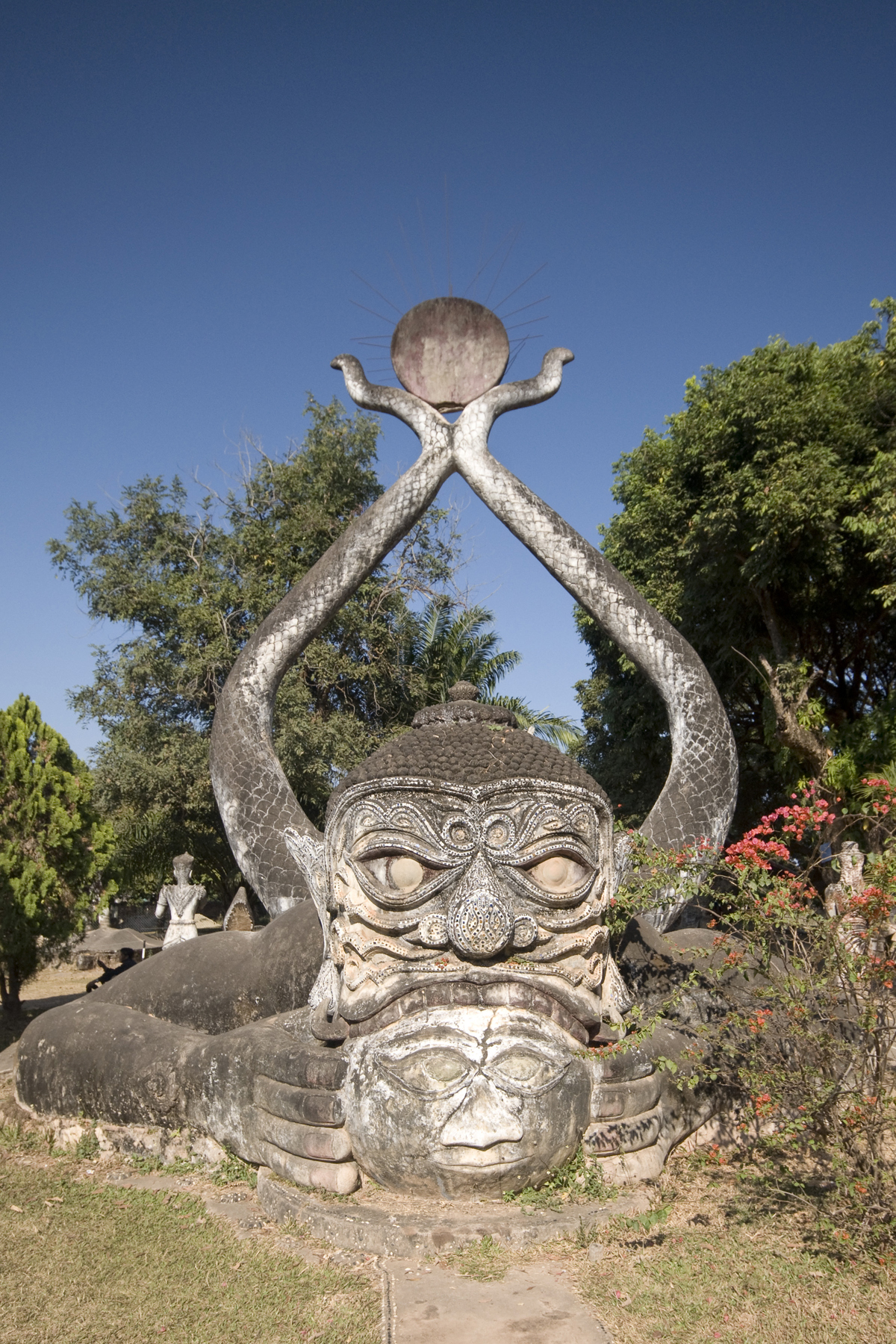
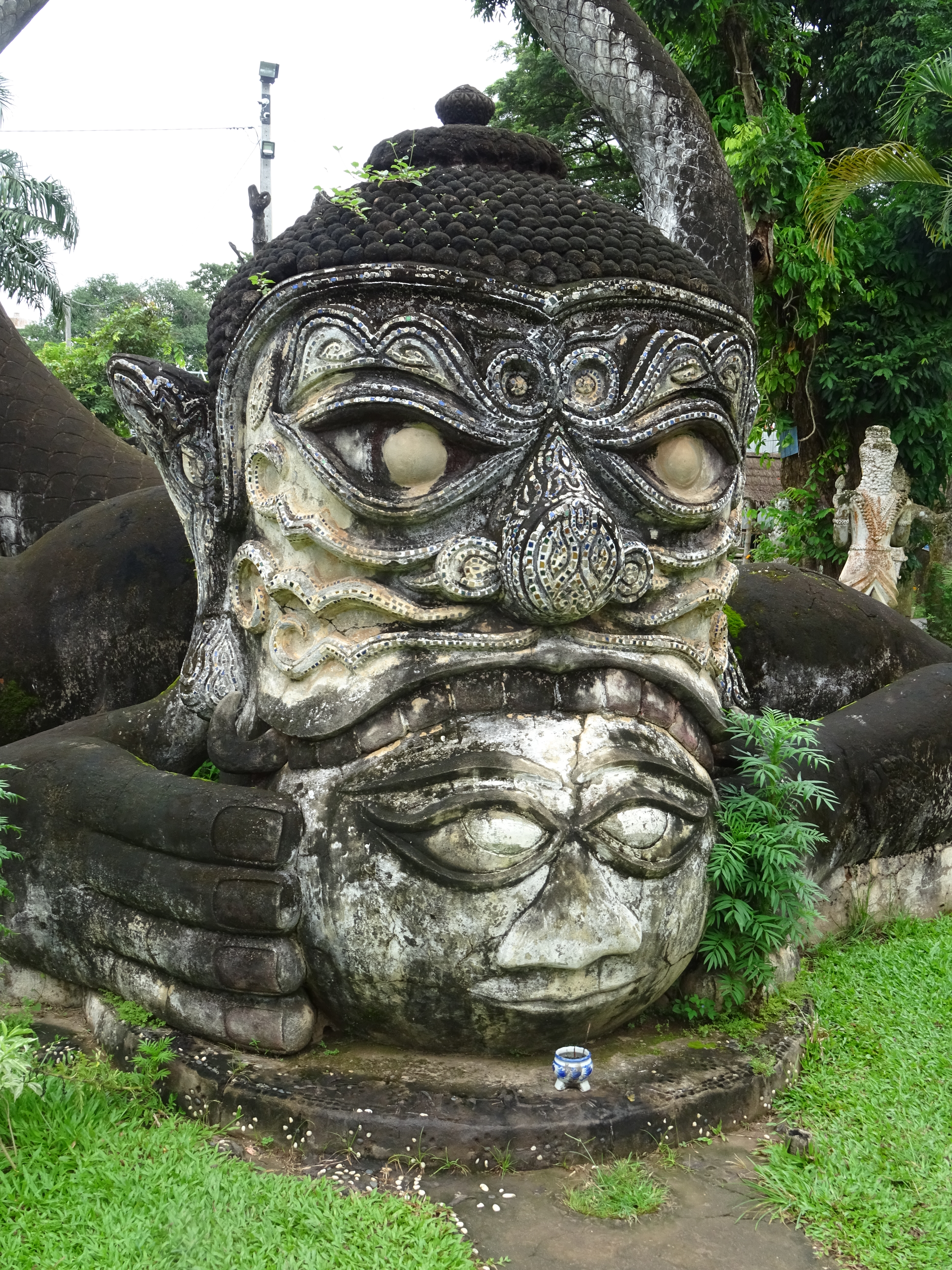
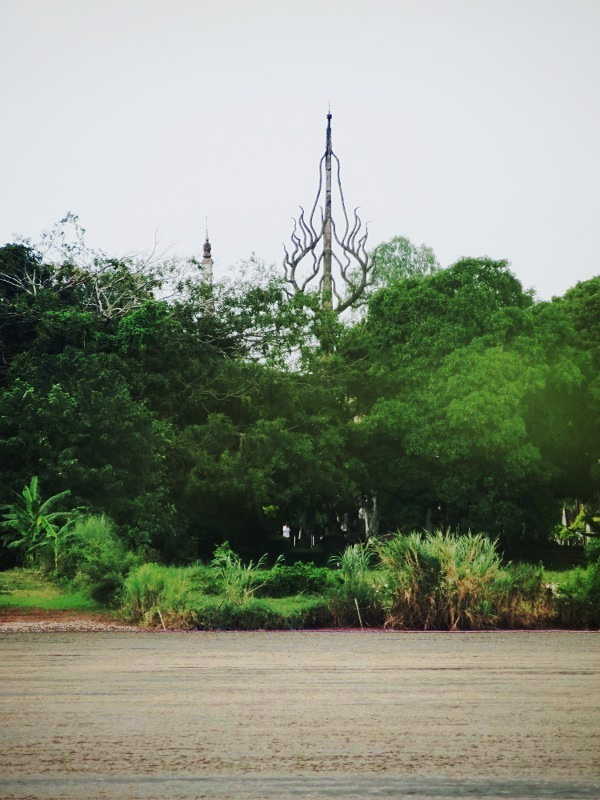
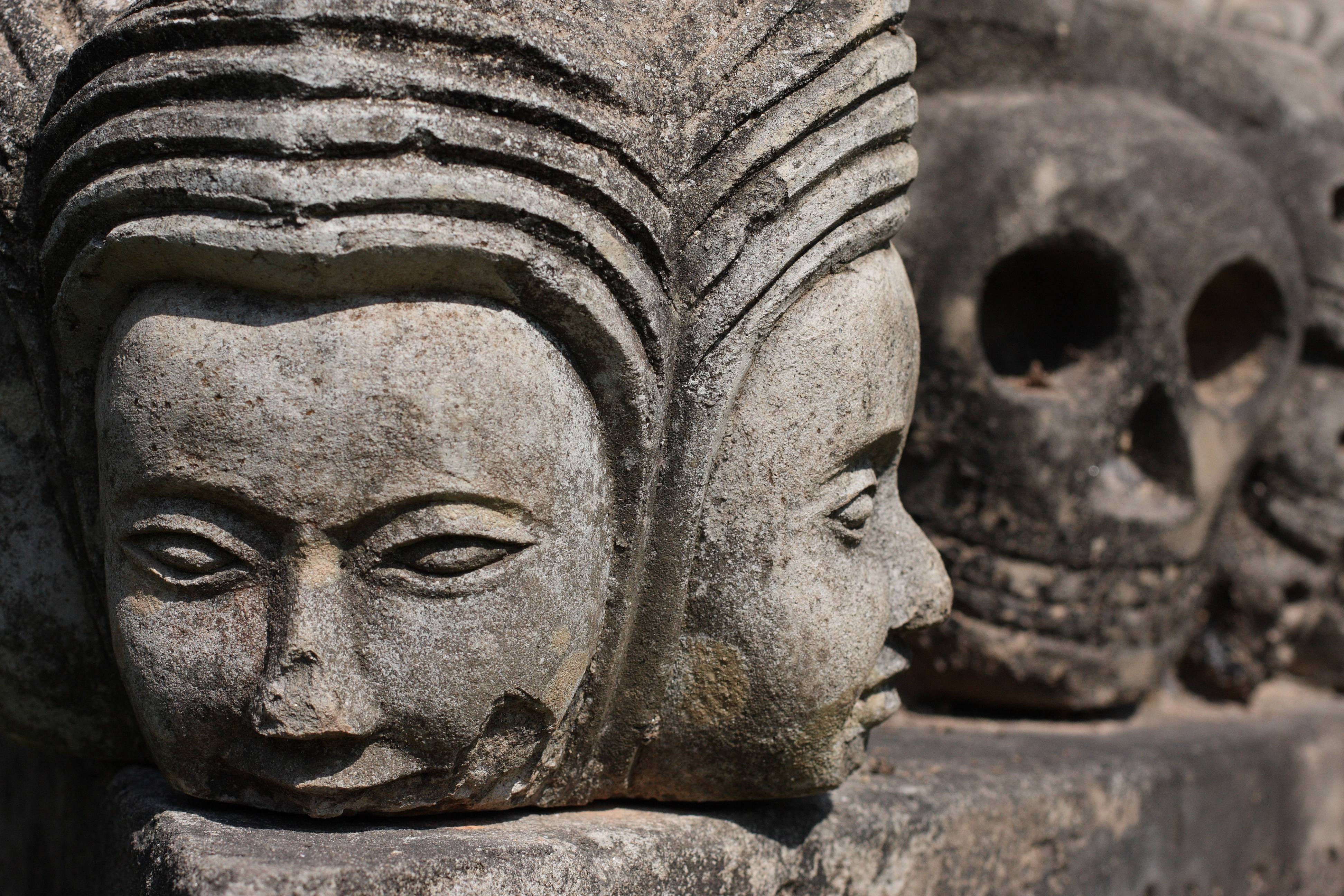
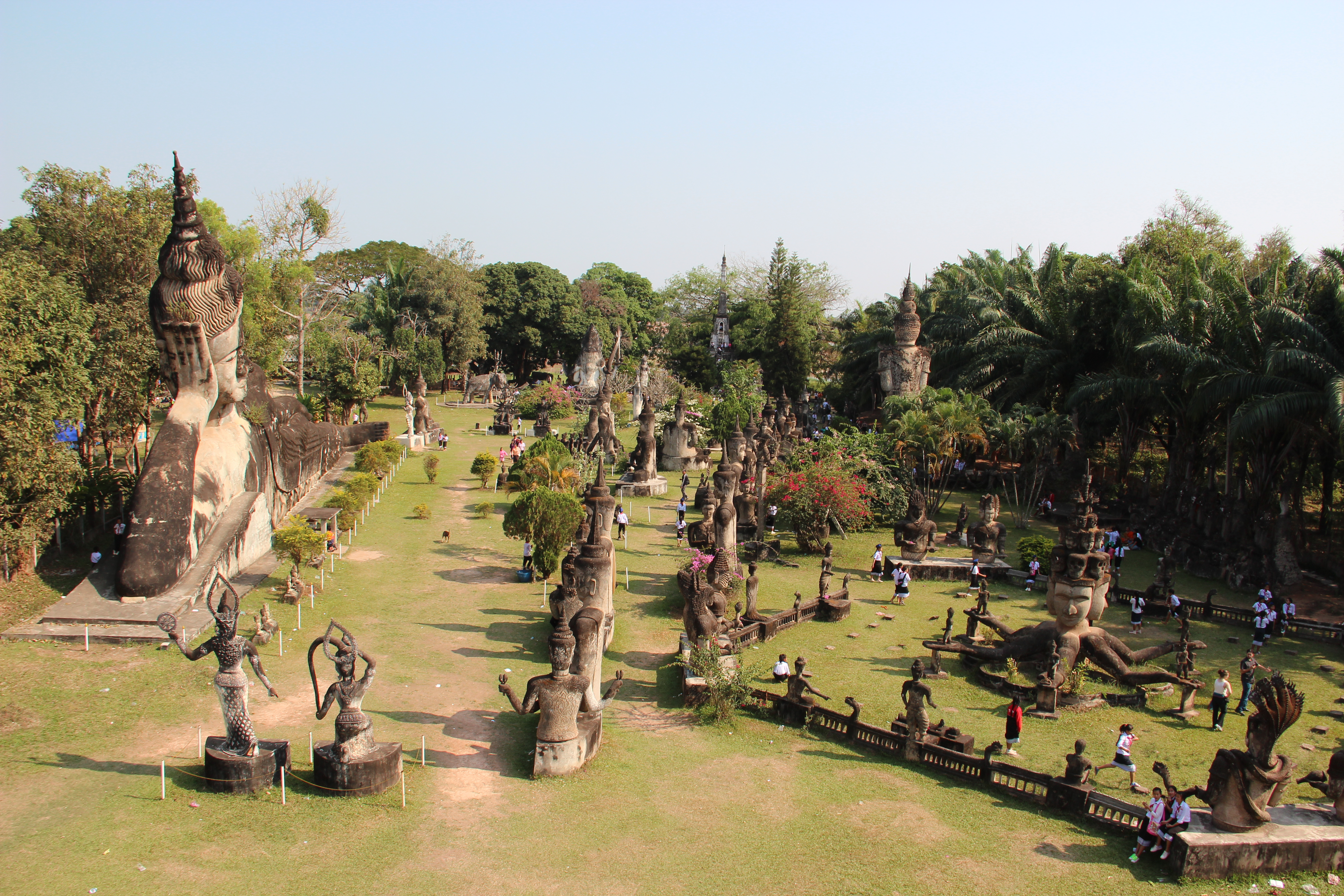